# Union libérale radicale
L'Union libérale radicale (abrégé en ULR, appelé Union der Freisinnigen und Liberalen en allemand) est un mouvement politique suisse.

## Histoire et buts
Elle est fondée le 25 juin 2005 à Neuchâtel conjointement par le Parti libéral suisse et le Parti radical-démocratique afin de défendre les valeurs communes des deux partis.
L’ULR a pour buts, d’une part, de rapprocher et de coordonner la ligne et l’action des deux partis libéral et radical sur le plan fédéral et de contribuer à un tel rapprochement dans les cantons et d’autre part, de travailler au rapprochement de tous les courants politiques et de toutes les personnalités qui se réclament des valeurs libérales et agissent pour leur promotion.
Les deux présidents de l’ULR sont Fulvio Pelli et Claude Ruey, les deux présidents des deux partis fondateurs ; le responsable politique en est Pierre Weiss.

## Source
- Article sur swissinfo